# Новоярки
Новоя́рки (рос. Новоярки) — село у складі Каменського району Алтайського краю, Росія. Адміністративний центр та єдиний населений пункт Новоярківської сільської ради.

## Населення
Населення — 1221 особа (2010; 1425 у 2002).
Національний склад (станом на 2002 рік):
- росіяни — 90 %